# Crnogorski Maglić
Crnogorski Maglić (srbochorvatsky Црногорски Маглић, 2388 m n. m.) je hora v pohoří Maglić v severozápadní části Černé Hory. Nachází se na území opštiny Plužine asi 16 km severozápadně od města Plužine. Na severu hora sousedí s vrcholem Bosanski Maglić (2386 m), který je oddělen travnatým sedlem (2330 m). Pod jihozápadními svahy hory se rozkládá Trnovačko jezero. Crnogorski Maglić je nejvyšší horou celého pohoří.
Na vrchol lze nejsnáze vystoupit po značené turistické trase od Trnovačka jezera.